# فهد الصالح
فهد الصالح (عربی: فهد محمد صالح؛ زادهٔ ۳ آوریل ۱۹۸۵) یک بازیکن فوتبال اهل سوریه است.
از باشگاه‌هایی که در آن بازی کرده‌است می‌توان به باشگاه فوتبال الکرامه سوریه اشاره کرد.